# 1952 în literatură
Anul 1952 în literatură a implicat o serie de evenimente și cărți noi semnificative. 

## Premii
- Premiul Nobel pentru Literatură: